# WHIH Newsfront
«Фронт новосте́й WHIH» (англ. WHIH Newsfront) — американский фантастический короткометражный веб-сериал, являющийся продуктом вирусного маркетинга и стилизованный под шоу экстренных новостей. Рассказывающий о вымышленной телевизионной сети «WHIH World News», веб-сериал является частью Кинематографической вселенной Marvel (КВМ), то есть связан с фильмами и телесериалами данной франшизы. Спродюсирован компаниями Marvel Studios и Google.
Пять эпизодов первой рекламной кампании были выпущены в июле 2015 года, пять эпизодов второй кампании — в апреле—мае 2016 года.

## Актёрский состав и персонажи
- Лесли Бибб — Кристин Эверхарт, телеведущая WHIH Newsfront[3][4].
- Аль Мадригал — Уилл Адамс, политический обозреватель WHIH Newsfront[5].

## Эпизоды

### 2015
| № общий | No. в сезоне | Название                                                                                       | Гости                       | Дата премьеры | Длительность |
| ------- | ------------ | ---------------------------------------------------------------------------------------------- | --------------------------- | ------------- | ------------ |
| 1       | 1            | «WHIH Newsfront Promo»                                                                         | TBA                         | июль 2, 2015  | 0:28         |
| 2       | 2            | «WHIH Newsfront Top Stories»                                                                   | TBA                         | июль 7, 2015  | 1:20         |
| 3       | 3            | «WHIH EXCLUSIVE: 2012 VistaCorp break-in security footage involving cyber-criminal Scott Lang» | TBA                         | июль 11, 2015 | 1:48         |
| 4       | 4            | «WIRED Insider Interviews Darren Cross, CEO of Pym Technologies»                               | Corey Stoll as Darren Cross | июль 13, 2015 | 2:36         |
| 5       | 5            | «WHIH EXCLUSIVE: Scott Lang Interview»                                                         | Paul Rudd as Scott Lang     | июль 16, 2015 | 3:23         |

### 2016
| № общий | No. в сезоне | Название                                                           | Гости                           | Дата премьеры   | Длительность |
| ------- | ------------ | ------------------------------------------------------------------ | ------------------------------- | --------------- | ------------ |
| 6       | 1            | «AVENGERS IMPACT: A WHIH Newsfront Special Report»                 | TBA                             | апрель 22, 2016 | 2:22         |
| 7       | 2            | «WHIH Newsfront: The Cost of Saving the World»                     | TBA                             | апрель 26, 2016 | 1:41         |
| 8       | 3            | «WHIH Newsfront: The Avengers and The White House»                 | TBA                             | апрель 28, 2016 | 3:12         |
| 9       | 4            | «WHIH Newsfront Exclusive: President Ellis Discusses the Avengers» | William Sadler as Matthew Ellis | май 3, 2016     | 3:14         |
| 10      | 5            | «WHIH Breaking News: Attack in Lagos»                              | William Sadler as Matthew Ellis | май 3, 2016     | 3:06         |

## Приём
По состоянию на 5 апреля 2022 года веб-сериал имеет пользовательский рейтинг 6.8/10 на сайте IMDb на основе более 700 оценок. На «Кинопоиске» рейтинг отсутствует.